# Frýdštejn

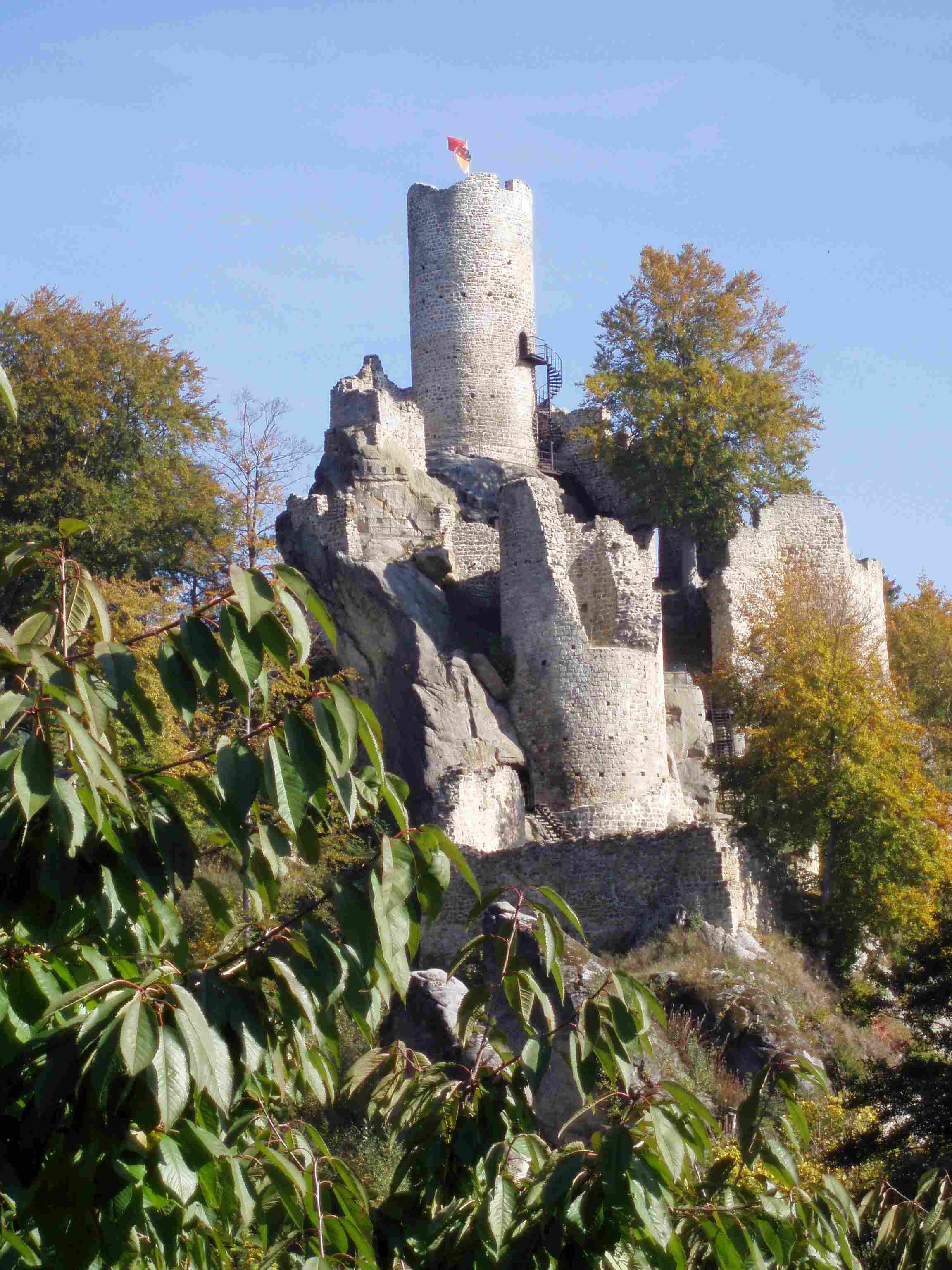
Burg Frýdštejn

Frýdštejn (deutsch Friedstein) ist eine Gemeinde im okres Jablonec nad Nisou (Tschechien).

## Geschichte
Die erste schriftliche Erwähnung stammt aus dem Jahr 1385.

## Gemeindegliederung
Die Gemeinde Frýdštejn besteht aus den Ortsteilen Anděl Strážce (Schutzengel), Bezděčín (Bösching), Borek, Frýdštejn (Friedstein), Horky (Horek),  Kaškovice (Kaschkowitz),  Ondříkovice (Ondschikowitz), Roudný (Raudnei),  Sestroňovice (Sestronowitz), Slapy (Slap) und  Voděrady (Wodierad). Grundsiedlungseinheiten sind Barborka, Bezděčín, Frýdštejn, Kaškovice, Ondříkovice, Roudný, Sestroňovice und Voděrady.
Das Gemeindegebiet gliedert sich in die Katastralbezirke Bezděčín u Jablonce nad Nisou, Frýdštejn und Ondříkovice.